# Bregenwurst

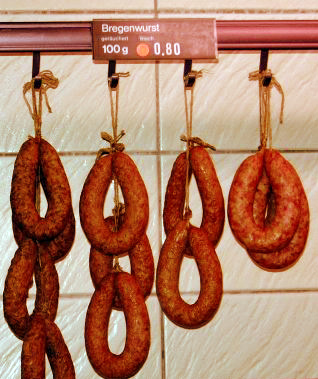
Ristras de Bregenwurst colgadas de un palo.

La Bregenwurst o también Brägenwurst es una salchicha cruda algo ahumada (Mettwurst) elaborada de carne magra de cerdo, tripa de cerdo, cerebro de vaca o de cerdo, cebolla, Sal y pimienta. Es una salchicha especial de la Baja Sajonia y Sachsen-Anhalt y se sirve con Grünkohl (col verde) - se cuecen 30 minutos la Bregenwurst con la col verde.

## Origen del nombre
El nombre de Bregenwurst proviene del plattdeutsch (Dialecto de alemán) Bregen o Brägen que significa cerebro o cabeza. En la actualidad casi no se sirve con cerebro como ingrediente.